# Internationales Jahr der erneuerbaren Energie für alle
Die Generalversammlung der Vereinten Nationen hatte am 20. Dezember 2010 das Jahr 2012 zum Internationalen Jahr der erneuerbaren Energie für alle erklärt. Die Koordinierung lag bei der Hauptabteilung Wirtschaftliche und Soziale Angelegenheiten des UN-Sekretariats.